# 伪枝藻素
伪枝藻素（英語：Scytonemin）是一种生物色素，由许多藍细菌合成，包括Calothrix sp.、Lyngbya aestuarii等，最早在1849被人发现，但直到1993年才解析了其结构。据信，伪枝藻素对细菌起到了防曬油的作用，在325-425 nm的有很大的吸收峰，并在250 nm的紫外波段有个独立的吸收峰，在暴露在紫外线的情况下才启动它的生物合成。

## 生物合成
在 Lyngbya aestuarii 体内的伪枝藻素生物合成途径最近由 Balskus、Case和Walsh 发现。它起始于L-色氨酸到3-吲哚丙酮酸的转化，之后再与对羟基苯丙酮酸结合。产物的β-酮酸基 再发生环化形成带羰基的三环化合物，之后再氧化二聚化形成伪枝藻素，三个反应步骤依次由ScyB、ScyA、ScyC催化，如下图所示：